# Mick Taylor
Michael Kevin Taylor, detto Mick (Welwyn Garden City, 17 gennaio 1949), è un chitarrista britannico noto per essere stato membro dei The Gods e poi chitarrista dei Rolling Stones fino al 1974.

## Biografia
Micheal Kevin Taylor nacque a Welwyn Garden City, ma crebbe ad Hatfield, dove suonò per alcuni anni nei Gods e in altre piccole band locali. L'episodio che dette una svolta alla sua vita avvenne all'età di sedici anni, quando John Mayall lo invitò a suonare con sé sul palco durante una session all'Hatfield Polytechnic. Durante quella sessione improvvisata comprese che il suo futuro sarebbe stato da musicista. L'anno successivo fu contattato da Mayall e a soli diciassette anni ottenne il posto da chitarrista che in precedenza era stato occupato da Eric Clapton e Peter Green. Tempo dopo, schernendosi avrebbe detto: «Un minuto prima stavo suonando con gli amici musicisti di Hatfield e un minuto dopo ero in tour negli States come solista di John Mayall e dei Bluesbreakers». Dopo l'esordio nei Bluesbreakers, nel 1969 venne contattato dai Rolling Stones per sostituire provvisoriamente Brian Jones, ma nel luglio dello stesso anno divenne un membro del gruppo a tutti gli effetti. Lavorò poi con Bob Dylan e Phoebe Snow.
Nel dicembre del 1974 lasciò la formazione per dedicarsi, senza alcuna fortuna, alla carriera solista. Il suo distacco dagli Stones non ha mai trovato una spiegazione univoca. A quanto sembra, le ragioni della rottura vanno ricercate nell'inconciliabilità tra la sua direzione musicale e quella degli Stones, che a metà anni settanta abbandonarono il blues rock per approcciare generi diversi, nel difficile rapporto con Keith Richards, in quel periodo fortemente compromesso dall'eroina, in problemi relativi al non accreditamento dei brani a cui Taylor aveva collaborato e nell'eccessiva frenesia dei tour.
Nel 1979 uscì Mick Taylor, il suo primo album da solista, composto da otto brani di cui il primo è Leather Jacket, un cut delle registrazioni per Exile on Main St. a Villa Nellcôte in Francia. Tre anni dopo collaborò all'incisione del disco No Compromise della Guido Toffoletti's Blues Society. Nel 1988, insieme a Mick Jagger, Keith Richards e Ronnie Wood (tranne Charlie Watts e Bill Wyman che non erano presenti) Taylor partecipò alla cerimonia di inclusione dei Rolling Stones nella Rock and Roll Hall of Fame. Nel 1996 registrò dal vivo insieme a Luciano Ligabue la canzone Hai un momento Dio?, tratta dal disco Su e giù da un palco del musicista italiano.
Nel 2013, trentadue anni dopo l'ultima esibizione con i Rolling Stones, Taylor si riunì con i vecchi compagni di band in occasione del cinquantesimo anniversario del gruppo, mentre tra il 2013 e il 2014 suonò con loro in numerosi concerti, tra cui il Glastonbury Festival e il concerto ad Hyde Park.

## Discografia

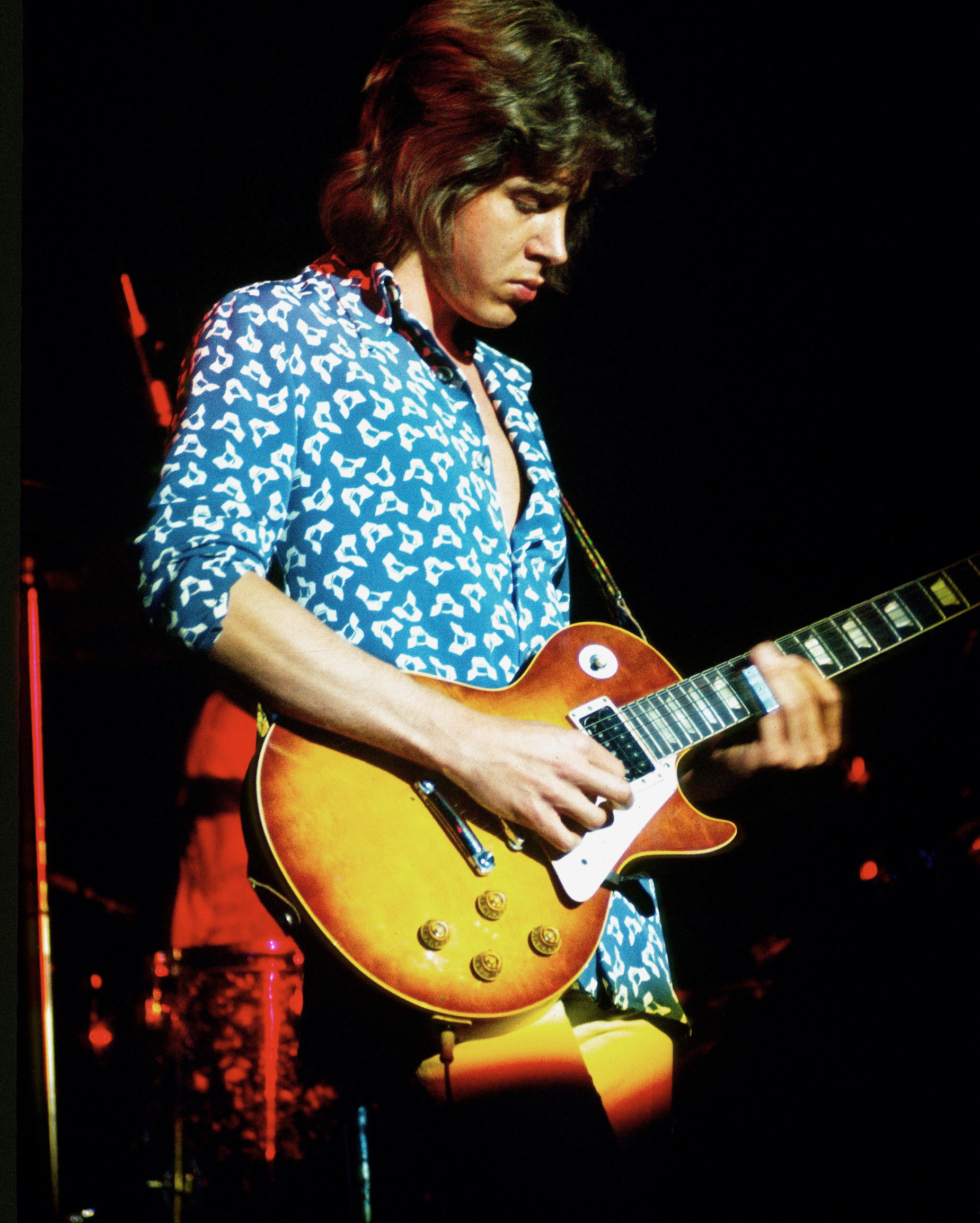
Taylor nel 1972

### Da solista
Album in studio
- 1979 - Mick Taylor
- 1990 - Stranger in This Town
- 2002 - A Stone's Throw
- 2007 - Little Red Rooster

### Con i John Mayall's Bluesbreakers
Album in studio e raccolte
- 1967 - Crusade
- 1968 - Diary of a Band Volume 1 & 2
- 1968 - Bare Wires
- 1968 - Blues from Laurel Canyon
- 1969 - Primal Solos
- 1971 - Back to the Roots
- 1985 - Return of the Bluesbreakers
- 1993 - Wake Up Call
- 2001 - Along for the Ride

Raccolte
- 1998 - Silver Tones - The Best of John Mayall & The Bluesbreakers
- 2007 - Essentially John Mayall

Dal vivo
- 1994 - The 1982 Reunion Concert (con John Mayall, Mick Taylor, Colin Allen e John McVie
- 2003 - Rolling with the Blues

### Con i Rolling Stones
Album in studio
- 1969 - Let It Bleed
- 1971 - Sticky Fingers
- 1972 - Exile on Main St.
- 1973 - Goats Head Soup
- 1974 - It's Only Rock 'n' Roll
- 1981 - Tattoo You

Dal vivo
- 1970 - Get Yer Ya Ya's Out!
- 2011 - Brussels Affair

Raccolte
- 1972 - Hot Rocks 1964-1971
- 1975 - Made in the Shade
- 1975 - Metamorphosis
- 1981 - Sucking in the Seventies
- 1984 - Rewind (1971-1984)
- 1989 - Singles Collection: The London Years
- 1993 - Jump Back: The Best of The Rolling Stones
- 2002 - Forty Licks
- 2005 - Rarities 1971-2003